# Wiednitz
Wiednitz est une ancienne commune de Saxe (Allemagne), située dans l'arrondissement de Bautzen, dans le district de Dresde. Avec effet au 1er janvier 2012, elle est rattachée à la ville de Bernsdorf.